# Velemyš obláčková
Velemyš obláčková (Phloeomys pallidus), dříve zvaná také krysa obláčková, je druh hlodavce žijící na Filipínách, a to pouze na ostrově Luzon. Podle kategorizace IUCN patří zatím mezi málo dotčené druhy.
Jde o největší myš na světě. Nabývá hmotnosti 2 kg, popř. až 2,6 kg. Dosahuje délky 60 až 90 cm, z toho do půl metru připadá na vlastní tělo a zbytek na dlouhý ocas (20 až 35 cm).
Jsou to zvířata aktivní převážně v noci, kdy se pohybují v korunách stromů. Pro denní odpočinek si staví hnízda v dutinách stromů. Živí se listy a plody. Mládě se rodí po 60 až 65 dnech březosti, a to téměř výhradně jen jedno, nanejvýš dvakrát do roka. Hned od narození jsou mláďata plně vyvinutá a osrstěná. Zpočátku se však pevně drží na matčině břiše, přisátá k jejímu struku.
Velemyši ohrožuje ztráta přirozeného prostředí, tj. kácení tropických pralesů, a vzhledem k robustní stavbě těla také jejich lov na maso.

## Chov v zoo
Tento druh velemyši byl v roce 2018 chován v necelých třiceti evropských zoo. Historicky byl úspěšný chov v londýnské zoo (v 80. letech 20. století). Nejvýznamnějšími chovateli jsou české zoologické zahrady, díky nimž se v posledních letech evropský chov výrazně rozšířil:
- 2014:  17 evropských institucí;[8]
- 31. 12. 2016: 24 evropských institucí v celkovém počtu 104 jedinců. 2016: narodilo se 42 mláďat,[10] z toho 10 v Česku.[11]

V počtu odchovů jsou zoo v Jihlavě, Ostravě a Praze nejúspěšnější v Evropě. Jen v roce 2017 se ve všech českých zoo narodilo 15 velemyší obláčkových. V roce 2018 to bylo dalších 13 odchovů. Zoo Praha vede od roku 2008 evropskou plemennou knihu.
Na počátku roku 2018 byla velemyš obláčková chována v pěti českých zoo v celkovém počtu 43 jedinců:
- Zoo Jihlava – od 2008, prvoodchov 2008
- Zoo Ostrava – od 2008, prvoodchov 2009[15]
- Zoo Plzeň – od 2009, prvoodchov 2016
- Zoo Praha – od 2007, český prvoodchov 2008
- Zoo Ústí nad Labem – od 2015, prvoodchov 2017.

### Chov v Zoo Praha
Historicky první zvířata (dva páry) tohoto druhu byla do Zoo Praha přivezena v roce 2007 (3. 10.) přímo z odchovu filipínské farmy. První úspěšný odchov se podařil již roku 2008, a jednalo se tak o vůbec první odchov v českých zoo. Úspěch byl o to zajímavější, že nikdo narození mláděte neočekával. Od té doby se do počátku roku 2018 podařilo odchovat 26 mláďat, a tak české zahrady patří mezi nejúspěšnější světové chovatele. V roce 2018 se podařilo odchovat další tři mláďata. Ke konci roku 2018 bylo chováno 5 jedinců.
Návštěvníci mohou vidět tento druh v pavilonu Indonéská džungle. Jejich původní expozice byla otevřena v roce 2009 v horní části pavilonu. Dnes (2020) jsou zde umístěni dikobrazi palawanští. Velemyši byly přemístěny do noční části pavilonu.